# Princaxelia abyssalis
Princaxelia abyssalis är en kräftdjursart som beskrevs av Dahl 1959. Princaxelia abyssalis ingår i släktet Princaxelia och familjen Pardaliscidae. Inga underarter finns listade i Catalogue of Life.